# Kunsztkamera
A Kunsztkamera (oroszul: Кунсткамера) szentpétervári, Nagy Péterről elnevezett antropológiai és etnográfiai múzeum. Oroszország Nagy Péter cár által alapított múzeuma. Ez volt az ország legelső ilyen célú épülete.
Különleges gyűjteménye van régiségekből és különböző népek hétköznapi életéből, köztük furcsaságokból, anatómiai ritkaságokból  is.
Az épületet 1718-tól tervezték, és 1726-ban kezdtek elhelyezni benne kiállítási tárgyakat, amikor még nem is volt teljesen készen.

## Története
A Kunsztkamera volt Oroszország első múzeuma, amely I. Péter cár magángyűjteményéből származott. Akkor nyílt meg először a nagyközönség számára, amikor Nagy Péter nyári palotájából a Kikinbe helyezték át. Már akkor sem csak azokból az anatómiai rendellenességekből állt, amelyek ma is ijesztgetik a nézőket. I. Péter már 1704-ben arra kötelezte a szülésznőket, hogy a vetéléseket orvosi szemléltető anyagként hozzák be a fővárosba, ahol a gyógyszertárban készítményként őrizték azokat. A gyűjtemény azonban hamarosan kibővült kitömött állatok, ásványok, drágakövek, tudományos műszerek és érdekességek gyűjteményével. 1716–1717-ben Amszterdamból szerezték be Albertus Seba gyógyszerész és Frederik Ruysch anatómus gyűjteményét. Mindent szisztematikus sorrendben állítottak fel, és célzottan bővítették ki. Nagy Péter az európai tudomány szellemét szerette volna közelebb hozni az orosz lakosságához (vagy legalábbis annak nemesi és középosztálybeli részéhez). Éppen ezért nemcsak ingyenes volt a belépés, hanem ösztönzésként „minden vendég kapott egy kis frissítőt, az urak egy pohár vodkát, a hölgyek egy csésze sárgarépás teát”. A Kunsztkamera új épülete a Néva partján, a Téli Palotával szemben található. Georg Johann Mattarnovi német építész 1718-ban kezdte el az építését „pétervári barokk” stílusban, kezdetben a Szentpétervári Tudományos Akadémia birtokában volt. Az elnökség a 18. században rendszeresen ülésezett a toronyszobában. Miután az épület végül 1727-ben elkészült, a múzeumot is megnyitották a nagyközönség előtt. Még ha Péter fő érdeklődésének megfelelően a gyűjtemény több naturalia (természettörténeti), mint mesterséges (ember alkotta) tárgyat tartalmazott, a toronyban kiállított Gottorf óriásgömb a mai napig a múzeum fénypontja. A kiállítások között szerepel I. Katalin szeretőjének, Willem Monsnak és nővérének, Anna Monsnak alkohollal tartósított feje is. A Kunsztkamera szobáiban időnként akár tíz deformált embert is elhelyeztek.
A múzeumban található egy emlékmű Mihail Lomonoszovnak, a kiemelkedő orosz polihisztornak, aki 1741 és 1765 között itt dolgozott. A 19. században különösen a néprajzi gyűjtőterületek gyarapodtak.
1992 óta a Kunsztkamera független múzeum és kutatóintézet az Orosz Tudományos Akadémia Történeti Osztályán belül. A teljes név most: „Az Orosz Tudományos Akadémia Nagy Péterről elnevezett Antropológiai és Néprajzi Múzeuma”.

## Fordítás
- Ez a szócikk részben vagy egészben  a   Kunstkammer (Sankt Petersburg) című német Wikipédia-szócikk ezen változatának fordításán alapul.  Az eredeti cikk szerkesztőit annak laptörténete sorolja fel. Ez a jelzés csupán a megfogalmazás eredetét és a szerzői jogokat jelzi, nem szolgál a cikkben szereplő információk forrásmegjelöléseként.